# Ирелях-Сиене
Ирелях-Сиене — река на крайнем северо-востоке России. Длина реки — 143 км. Площадь водосборного бассейна насчитывает 1600 км².
Начинается на склоне безымянной горы Осалинского кряжа в лиственничном лесу. Течёт в общем северном направлении по равнинной, частично заболоченной, открытой местности. Впадает в реку Колыма справа на расстоянии 849 км от устья на высоте 19 метров над уровнем моря. Ширина реки в нижнем течении — 23 метра, глубина — 1 метр. Скорость течения 0,8 м/с.
Основные притоки — Дыл-Юряге, Просторный.
По данным государственного водного реестра России относится к Анадыро-Колымскому бассейновому округу. Код водного объекта — 19010100412119000040460.